# Алішер Навої (фільм)
«Алішер Навої» — радянський чорно-білий художній фільм 1947 року, режисера Каміля Ярматова про життя середньоазійського поета і державного діяча XV століття Алішера Навої.

## Сюжет
Принц Хусейн Байкара, спадкоємець роздробленої імперії Тимура і поет Алішер Навої дружать зі студентської лави. Після сходження на трон, Алішер допомагає султану Хусейну в керуванні державою «як Аристотель Александру Македонському». Після періоду успішних воєн, настає затишшя. Навої стає вчителем онукові Хусейна.
Однак незабаром вторгається з війною родич султана, принц Ядгар, руйнуючи греблю і позбавляючи селян води. Перед битвою візир Маджаведдін зраджує, але завдяки тактиці бою, придуманій Алішером, бій виграно, а Хусейн, наздогнавши Ядгара, дарує йому життя. Незабаром Ядгар захоплює Гератський замок. Хусейн не наважується виставити армію, дослухавшись до порад візира. Алішер сам таємно прямує всередину замку за допомогою відданих учнів каменяра Джеляледдіна, Мансура (сина візира) і кухаря Абуль-Маліка. Там вони зв'язують Ядгара і збираються відвести його до султана, щоб той видав йому ім'я зрадника-візира. Ядгар говорить Мансуру, що його батька чекає шибениця, і той вбиває його, таким чином зберігаючи таємницю. Алішер бере на себе відповідальність за страту Ядгара і приносить його голову Хусейну. Султан призначає Алішера головним еміром, а Мансура збирачем податків Герата.
Селяни й ремісники перестають платити податки в Гераті і, озброївшись, зачиняються в місті. Хусейн вирішує здобути місто силою, але замість цього відправляє Алішера у фортецю «заради справедливості». Алішера впускають в місто, і народ каже про несправедливість, яку він відчуває при розподілі води, що йде в першу чергу бекам. Мансура називають винним і страчують. Місто здається. Але беки вимагають від Хусейна відсторонити Алішера. Для виконання прохання в подарунок султанові приводять дівчину Гюлі. Алішер зізнається Хусейну в коханні до Гюлі й просить відпустити її з ним. У дорозі Гюлі вмирає від отрути, отриманої від візира.
Алішер живе самотньо й на старості повертається до Двору. Візир обманом убиває онука Хусейна. Алішер і Хусейн зустрічаються і розлучаються назавжди.

## У ролях
- Раззак Хамраєв — Алішер Навої (дублює Олексій Консовський)
- Асад Ісматов — Хусейн Байкара (дублює Лев Свердлін)
- Обід Джалілов — Маджеддін, візир (дублює Яків Бєлєнький)
- Тамара Назарова — Гюлі (дублює Марія Бабанова)
- Сагат Таліпов — Ядигар (дублює Андрій Файт)
- Рахім Пірмухамедов — Абуль-Малік, кухар (дублює Степан Каюков)
- Лутфулла Назруллаєв — Джелаледдін, каменяр (дублює Борис Оленін)
- С. Юнусов — Мансур, син візира
- Ш. Азімов — Мумін, принц, онук Хусейна (дублює Всеволод Ларіонов)
- Кудрат Ходжаєв — Наргіс, начальник поліції (дублює Володимир Балашов)
- А. Ташбаєв — Барлас
- Хікмат Латипов — блазень
- Сагді Табібуллаєв — Джамі

## Знімальна група
- Режисер — Каміл Ярматов
- Сценаристи — Олексій Спєшнєв, Іззат Султанов, Віктор Шкловський, Уйгун
- Оператор — Михайло Краснянський
- Композитори — Рейнгольд Глієр, Таліб Садиков
- Художник — Варшам Єремян